# Nes, Buskerud
Nes är en kyrkby och tidigare tätort i Ringerike kommun i Buskerud fylke i sydöstra Norge. Orten ligger där Europaväg 16 möter fylkesväg 243, vid norra änden av insjön Sperillen. Här finns Nes kyrka.
Tidigare har orten tillhört dåvarande Norderhovs kommun, därefter dåvarande Ådals kommun.
Sedan 2004 räknas orten inte längre som en tätort.